# Пінгуалуїт (кратер)
61°16′39″ пн. ш. 73°39′49″ зх. д. / 61.2775° пн. ш. 73.663611111111° зх. д.
Пінгуалуїт (фр. Cratère des Pingualuit, фр. Cratère du Nouveau-Québec) — молодий ударний кратер, що знаходиться на півострові Унгава в адміністративному регіоні Північ Квебеку, Канада. Діаметр кратера — близько 3,44 км, вік оцінюється в 1,4 ± 0,1 млн років (плейстоцен). Кратер та навколишня область знаходяться на території національного парку Пінгалуїт. Єдиним видом риби в озері кратера є палія арктична.

## Географія
Область кратера підноситься на 160 м над навколишньою тундрою, глибина кратера при цьому становить 400 м. Озеро Пінгуалуїт глибиною 267 м заповнює чашу кратера; воно є одним з найглибших озер Північної Америки. Озеро також містить воду дуже високої чистоти, солоність не перевищує 3 проміле. У озера немає втікаючих і видимих витікаючих річок і струмків, тому вода в озері накопичується тільки за рахунок дощів, а убуває тільки за рахунок випаровування. Озеро є одним з найпрозоріших у світі, диск Секкі видно на глибині понад 35 м.

## Утворення
Кратер утворився при ударі метеорита близько 1,4 млн років тому, при оцінці методом аргонового датування розплавлених порід. Аналіз порід виявив наявність плоских деформацій, а також дав відомості про склад метеорита. У породах було виявлено підвищений вміст іридію, нікелю, кобальту і хрому, що свідчить про хондритну природу метеорита.

## Відкриття
Маловідомий у світі в цілому, кратер з озером віддавна відомий інуїтам, що називали його «Кришталеве око Нунавіка» через кришталево чисту воду. Пілоти під час Другої світової війни використовували кратер як орієнтир.
20 червня 1943 року літак Військово-повітряних сил армії США пролетів над регіоном Унгава і сфотографував широкий хребет кратера, що підноситься над навколишньою місцевістю. В 1948 році Королівські військово-повітряні сили Канади фотографували цю область в рамках проекту фотозйомки території Канади, але до 1950 року фотографії не були опубліковані.
В 1950 році дослідник області Онтаріо Фредерік Чабб зацікавився дивною особливістю рельєфу і радився з геологом В. Бен Меен з Королівського музею Онтаріо. Чабб сподівався, що кратер є прихованим вулканом, в разі чого область могла б містити алмази. Знання Меена про область Онтаріо виключили гіпотезу про вулканічне походження кратера. Меен разом з Чаббом зробили короткий політ в область кратера; Меен запропонував називати структуру кратером Чаббом, а для водойми за 2 милі від кратера запропонував назву Музейне озеро.
Після повернення Меен організував спеціальну експедицію спільно з Національним географічним товариством і Королівським музеєм Онтаріо. У липні 1951 року гідролітак Consolidated PBY Catalina приводнився на Музейному озері. Спроби виявлення фрагментів нікелю і заліза від метеорита, проведені армією США, виявилися невдалими через вміст у місцевому граніті великої кількості магнетиту. Дослідження за допомогою магнетометру виявили аномалії під північною частиною хребта кратера, що вказує на великий масив металевої речовини під породою на поверхні. Меен зробив другу експедицію до кратера в 1954 році. У тому ж році назва кратера змінилося на «Cratère du Nouveau-Quebec» («New Quebec Crater»).
Експедиція, очолювана Джеймсом Боулджером, в 1986 році зібрала кілька зразків з області поблизу кратера Нью-Квебек. Аналіз порід виконувався у Гарвард-Смітсонівському центрі астрофізики, результати були оприлюднені в 1988 році Урсулою Марвін і Девідом Крінгом. Боулджер повернувся в область кратера тим же літом разом з дослідницькою групою М. А. Бушара з Університету Монреаля. Три роки по тому канадський геолог Річард А. Ф. Грів згадав Нью-Квебек серед 130 відомих ударних кратерів Землі. У наступному році Марвін і Крінг задокументували результати аналізу порід, зібраних в хребті навколо кратера. Вони представили докази швидкого метаморфозу, що узгоджується з результатами аналізу подібних ударних кратерів.
В 1999 році назва знову змінили, на «Пінгуалуїт». Кратер і навколишня область тепер є частиною Національного парку Пінгуалуїт, створеного 1 січня 2004 року.

## Експедиція 2007 року
Професор Рейнхард Пайніц з Університету Лаваля очолив експедицію до кратера в 2007 році, дослідники взяли осадові відкладення з дна озера і виявили скам'янілі рештки пилку, водоростей і личинок комах. Передбачалося, що ці знахідки дадуть інформацію про зміни клімату в межах до 120 тис. років тому. Попередні результати показали, що верхні 8,5 м осадових порід містять матеріали інтергляціалу.